# Nintendo PlayStation

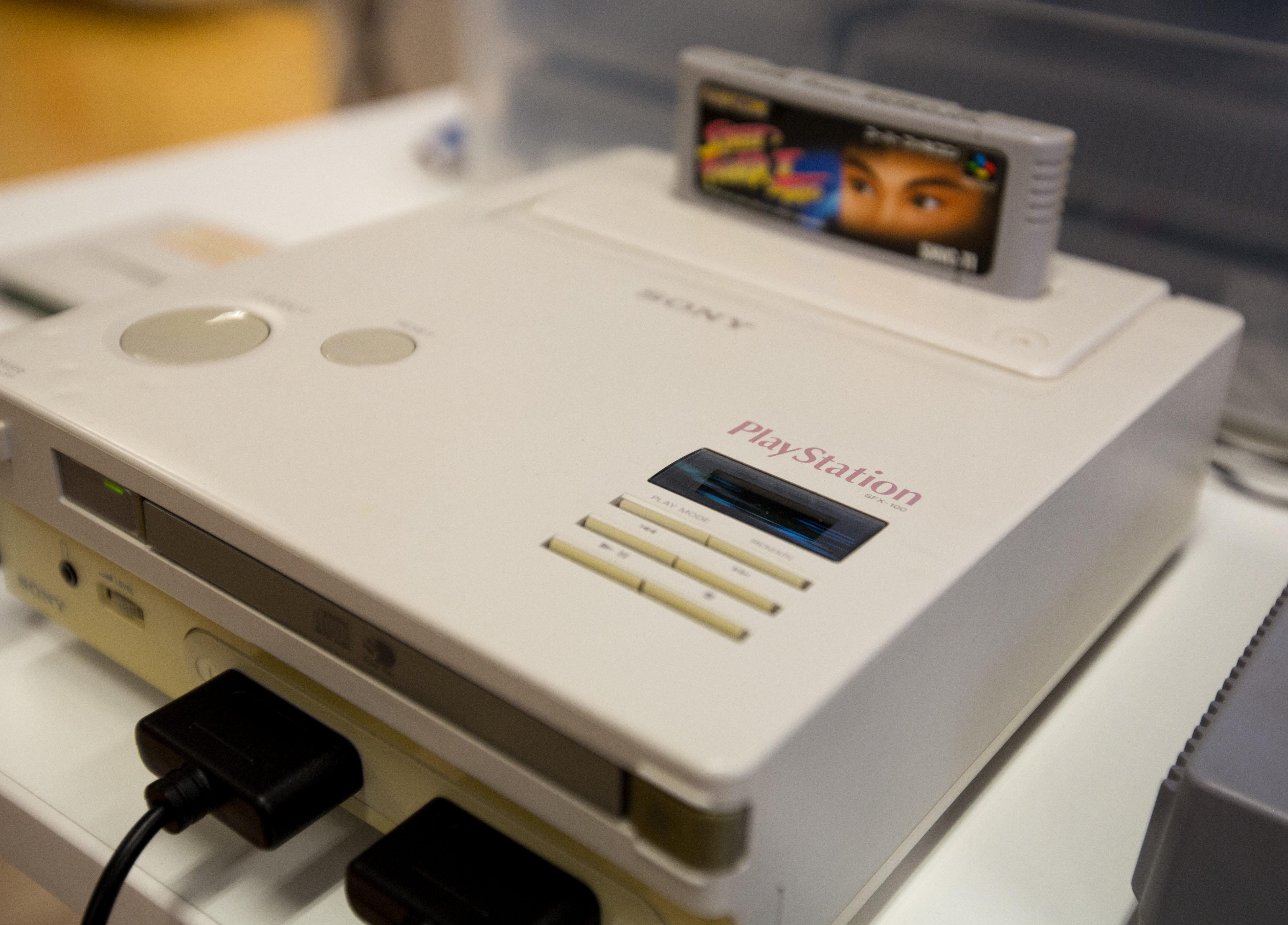
Prototyp der Nintendo PlayStation

Nintendo PlayStation bezeichnet eine nicht veröffentlichte Spielkonsole, die als Gemeinschaftsprojekt zwischen Nintendo und Sony entstand. Im Rahmen dieser Zusammenarbeit war das Super NES CD-ROM System (oft abgekürzt als SNES-CD) als Zubehör für das Super Nintendo Entertainment System (SNES) geplant, aber auch eine damals noch Play Station genannte eigene Konsole von Sony. Aus diesem Gemeinschaftsprojekt ging die PlayStation hervor, mit der Sony in den Videospielmarkt eintrat und zu einem Konkurrenten Nintendos wurde. Die in der Gegenwart verbreitete Bezeichnung Nintendo PlayStation für dieses nie erschienene Gerät soll es von der späteren PlayStation von Sony abgrenzen. Ein 24 Jahre nach den ersten Planungen 1988 aufgetauchter Prototyp der Nintendo PlayStation gilt als eines der seltensten Objekte der Geschichte der Videospiele.

## Geschichte
Nintendo war um 1988 das führende Videospielunternehmen. Aber die 1987 in Japan veröffentlichte PC Engine von NEC erfreute sich schnell großer Beliebtheit, an der sie sowohl den 1988 in Japan veröffentlichte Sega Mega Drive, aber auch das Nintendo Entertainment System (NES) übertraf. (In Europa und den USA stand nur das Mega Drive im Wettbewerb mit dem NES.) In dieser Situation kam das CD-ROM² für die PC-Engine 1988 auf den japanischen Markt. Es war die erste Konsole mit CD-ROM-Technik überhaupt. Damals hatte Sony eine Partnerschaft mit Nintendo in Form einer lizenzierten Technologie: Nintendo verwendete Sonys Prozessor SPC700 (entworfen von Ken Kutaragi) für die Wiedergabe von Sound und Musik in ihrem kommenden SNES, das 1990 veröffentlicht werden sollte. Kutaragi, ein junger Ingenieur bei Sony, der später als „Vater der PlayStation“ bekannt wurde, überzeugte Nintendo, ein CD-ROM-Laufwerk in das SNES einzubauen. Damit begann die Geschichte des SNES CD-ROM. Nintendo sah in der aufstrebenden CD-ROM-Technologie eine Chance, sich einen technologischen Vorsprung gegenüber seinem Konkurrenten Sega zu verschaffen und mit dem Angebot von NEC mitzuhalten, das eine wachsende Bedrohung für seine Marktmacht darstellte.
Nintendo und Sony vereinbarten, dass Sony das CD-ROM als Zubehör für das SNES entwickelt und im Gegenzug Nintendo Sony erlaubt, eine eigene Play Station als Multimedia-CD-ROM-Gerät mit einem Anschluss für SNES-Module zu entwickeln. Es waren also zwei untereinander kompatible Geräte von beiden Herstellern geplant. Sowohl das SNES CD-ROM als auch die Play-Station-Konsole wurden auf der Consumer Electronics Show 1989 angekündigt.

### Grund für die Differenzen von Nintendo und Sony
Sony erhielt im Vertrag die Rechte zur Entwicklung und zum Verkauf von CD-ROM-Software, die auf dem Super NES-kompatiblen Computer läuft, den sie „Play Station“ nannten. Es musste nach dem Vertrag Nintendo keine Lizenzgebühren zahlen oder eine Zustimmung für CD-ROM-Spiele einholen. Nintendo wäre also ausschließlich an Hardwareverkäufen beteiligt gewesen. Das zu verwendende CD-ROM-Format für beide Geräte sollte von Sony entwickelt werden, was bedeutete, dass das Unternehmen Lizenzrechte an allen mit seiner proprietären Technologie produzierten Spielen besitzen würde. Das stand in starkem Widerspruch zu den damaligen Geschäftspraktiken von Nintendo. Bis heute ist unklar, ob Nintendo den Vertrag nicht richtig interpretiert hatte oder ob es sich um einen subtilen Vertragstext von Sony handelte. Ein Grund für die Nachlässigkeit Nintendos bei Vertragsabschluss war vermutlich, dass es grundsätzliche Zweifel an der Eignung von CD-ROMs für Videospiele hatte. Dem früheren Vorsitzenden von Sony Computer, Shigeo Maruyama, zufolge hatte Sony erklärt, dass es sich nicht um Videospiele kümmern werde. Sony und Nintendo dachten vermutlich eher an die Veröffentlichung von Enzyklopädien, Karaoke-Software und anderen Anwendungen auf CD-ROM. Das allerdings wurde nicht explizit im Vertrag festgehalten. 

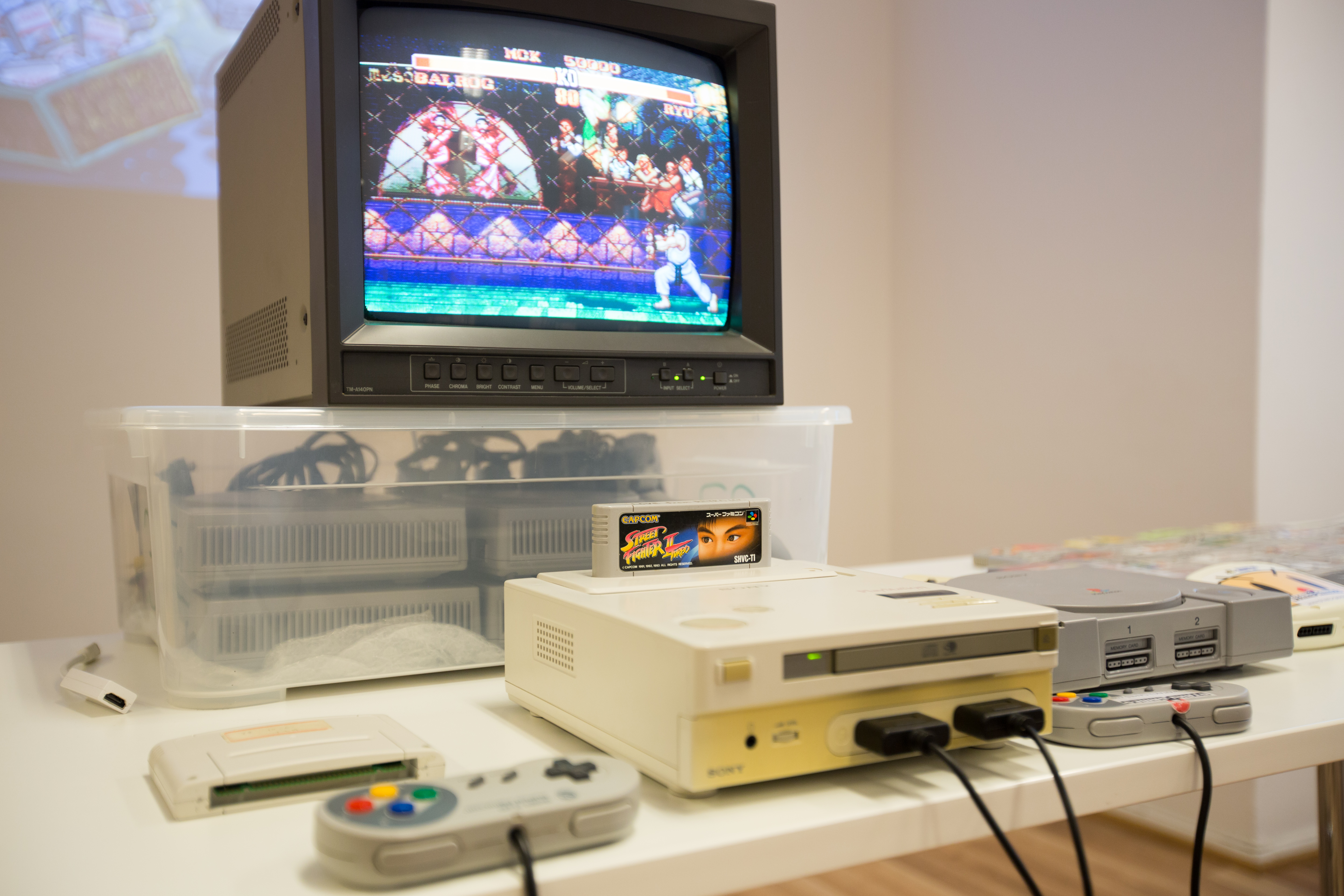

Nintendo kamen dennoch Zweifel an diesem Vertrag, hatte diese Zweifel Sony aber wohl nicht mitgeteilt. Sony stellte die Play Station auf der Consumer Electronics Show 1991 vor. Am Tag nach dieser Vorstellung gab Nintendo für Sony und die Öffentlichkeit überraschend bekannt, dass es auch einen Vertrag mit Sonys Konkurrenten Philips über die Entwicklung eines CD-ROM-Systems für das SNES geschlossen hatte. Der Unterschied zum Vertrag mit Sony war, dass Nintendo die Lizenzrechte an allen für das SNES produzierten CD-ROMs erhielt.

### Entwicklung Sonys

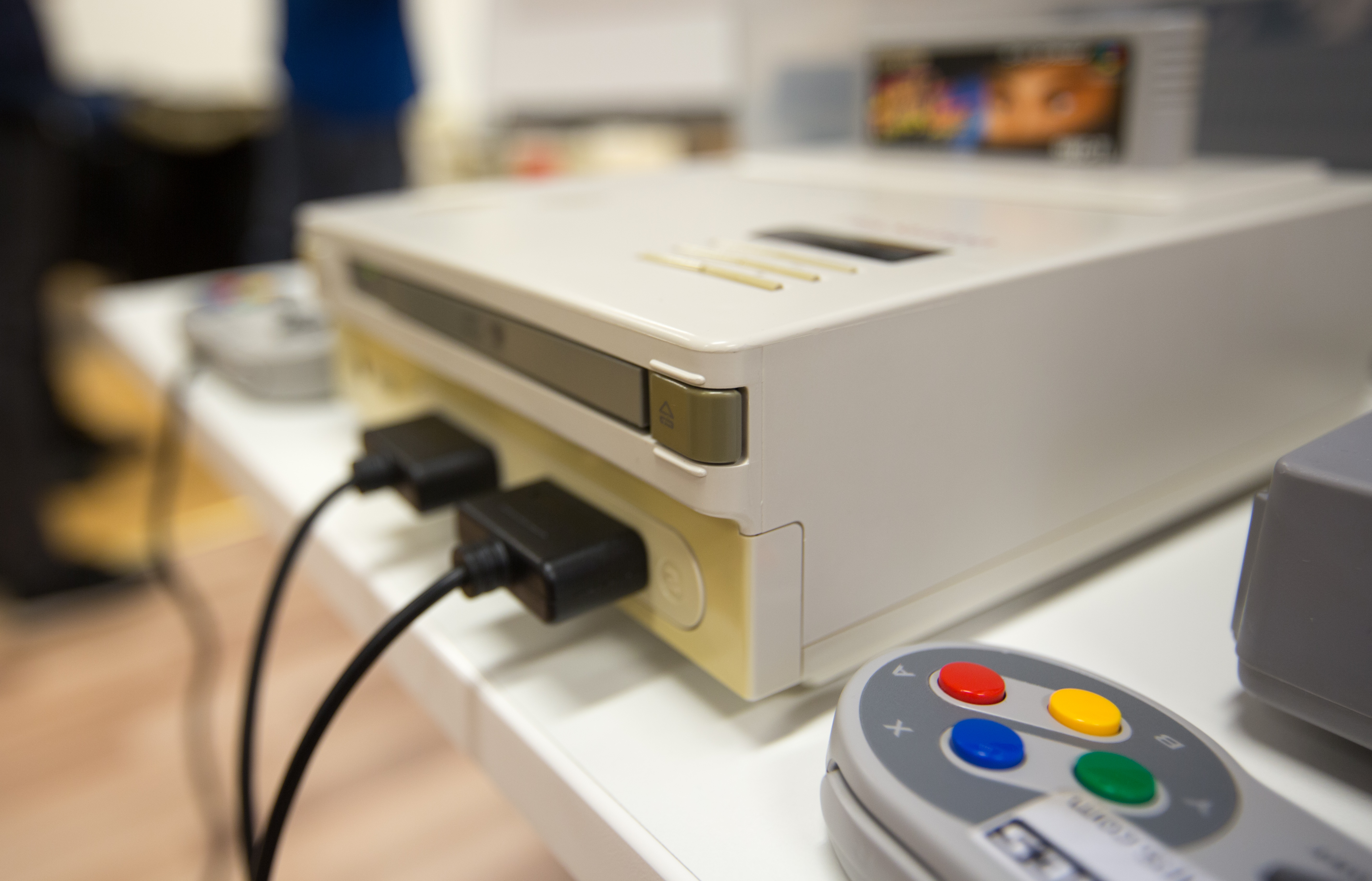

Weil Sony sich durch diese überraschende Ankündigung vor den Kopf gestoßen fühlte und schon Zeit und Geld in die Entwicklung seines Geräts gesteckt hatte, führten Sonys Präsident Norio Ohga und Kutaragi das Projekt als alleinstehendes System fort. Sony beschloss also, selbst in den Markt für Videospiele einzusteigen. Da Nintendo immer noch den Sony-Soundchip im Super NES benutzte und den Vertrag gebrochen hatte, indem es sich mit Philips verbündet hatten, gelang es Sony, das Recht auszuhandeln, den Schacht für SNES-Module auf ihrer Konsole zu behalten, wobei Nintendo die meisten Gewinne aus den lizenzierten Spielen für die geplante Play Station erhalten sollte. Sony präsentierte seine Play Station auf der Tokyo International Electronics Show 1991, mit einem geplanten Veröffentlichungsdatum im Sommer 1992, sechs Monate vor der ursprünglich geplanten Markteinführung des SNES CD-ROM.

### Entwicklung Nintendos
Das SNES war im September 1991 in den USA auf den Markt gekommen, und im April 1992 informierte Nintendo in seiner Zeitschrift Nintendo Power über den Fortschritt der SNES-CD-ROM, das für Januar 1993 angekündigt wurde, lieferte aber nur vage Details. Klar wurde, dass Nintendo und Philips ein Gerät planten, das nicht einfach wie Sonys Gerät war, das im Wesentlichen nur ein an ein SNES angeschlossenes CD-ROM-Laufwerk war. Das nun von Philips und Nintendo geplante SNES-CD-ROM sollte auch die Rechenleistung des SNES verbessern, indem es 8 Megabit RAM zusätzlich erhielt. Spiele für das SNES-CD-ROM wurden nicht angekündigt. Stattdessen erwähnte der Artikel nur einige der relativ wenigen Spiele, die damals für PC-CD-ROM-Systeme verfügbar waren, behauptete aber nicht, dass diese Spiele erscheinen würden.
Am 14. Oktober 1992, einen Tag vor der Veröffentlichung des Sega Mega-CD in den USA, gaben Nintendo und Sony bekannt, dass sie sich vertraglich plötzlich doch geeinigt hatten und Sony nun gemeinsam mit Nintendo und Philips beim SNES CD-ROM zusammenarbeiten würde.
Sony gründete die Tochtergesellschaft Imagesoft, um Spiele für die Sega-CD und das SNES zu entwickeln und zu veröffentlichen. Nintendo verschob nach und nach die Arbeit am SNES-CD-ROM, nachdem es die Fehler des Sega Mega-CD und des CD-i von Philips beobachtet hatte.
Da es eindeutig keine weitere Unterstützung von Nintendo erhalten würde, entschied sich Sony schließlich, die ursprüngliche Play Station nicht weiterzuentwickeln. Bekannt war damals aber nicht, dass Sony 1994 seine eigenständige PlayStation auf den Markt bringen und einen umfassenden Angriff auf Nintendos Vormachtstellung auf dem Markt starten würde.
Ein genaues Datum für die Veröffentlichung des SNES-CD-ROM hat Nintendo nie genannt, keine Spiele angekündigt und keinen Verkaufspreis festgelegt. Das Gerät verschwand einfach leise. Ein Grund dafür war sicher, dass die nächste Generation von Hardware sich auf dem Markt ankündigte. Anfang 1993 begann Nintendo mit der Firma Silicon Graphics an der Entwicklung des Nintendo 64 zu arbeiten.
Das Nintendo 64 basierte auf 3D-Grafiken und überholte die 32-Bit-CD-ROM-Hardware-Generation im Wesentlichen. Sony gestaltete die Play Station komplett neu und entfernte den Schacht für SNES-Module. Sonys PlayStation (von da an zusammengeschrieben) wurde am 3. Dezember 1994 in Japan und im September und November 1995 im Rest der Welt veröffentlicht. Der Sega Saturn war schon im November 1994 in Japan veröffentlicht worden und stand in Konkurrenz zur PlayStation. Die PlayStation eroberte in den 1990er-Jahren die Welt der Videospiele und beendete Nintendos Dominanz über den Videospielmarkt. 1999 hatte Sony 70 Millionen Geräte verkauft, während Nintendo nur 28,7 Millionen Nintendo 64 verkaufen konnte. Nintendo überlebte wirtschaftlich durch das in der Vergangenheit angehäufte Kapital und die marktbeherrschende Stellung des Game Boy im Handheldbereich.

## Die Wiederentdeckung nach Jahrzehnten
Der Prototyp der Nintendo PlayStation mit SNES-Kassettenslot und CD-Laufwerk tauchte 24 Jahre später im Jahre 2015 auf, als die Namen Sony und Nintendo schon lange Konkurrenten auf dem Markt waren. Es hatte ein CD-ROM-Laufwerk und einen Schacht für Module. Der Prototyp wurde zufällig entdeckt bei Aufräumarbeiten einer bankrotten Firma. Diese Entdeckung war ein wichtiger Moment für die Geschichte der SNES CD-ROM.
Als die Nachricht von diesem Prototyp sich verbreitete, blieben viele skeptisch. Nicht einmal der Leiter der Worldwide Studios von Sony PlayStation, Shuhei Yoshida, wollte seine Authentizität bestätigen.
Vom Prototypen wurden vermutlich nur 200 Stück produziert. Nach dem überraschenden Ende der Partnerschaft Nintendos und Sonys auf der Consumer Electronics Show 1991 sollten die Prototypen eingesammelt und vernichtet werden. Der User, der die ersten Bilder bei Reddit hochgeladen hatte, hatte den Prototyp im Keller seines Vaters gefunden, der es bei Aufräumarbeiten der Reste einer insolventen Firma entdeckt hatte. Leiter dieser Firma war der ehemalige Chef von Sony Interactive Entertainment, der Schriftsteller Ólafur Jóhann Ólafsson. Er hatte den Prototyp wahrscheinlich in seiner Zeit bei Sony erhalten und mitgenommen. Der Controller des Prototyps ist ein SNES-Controller mit einem Sony-Logo.
Der aufgetauchte Prototyp gilt als eine der seltensten Konsolen der Videospielgeschichte. Seine Authentizität wurde einige Zeit kontrovers diskutiert, bevor die Echtheit bestätigt wurde.